# Józef Noji
Józef Noji (ur. 8 września 1909 w Pęckowie, zm. 15 lutego 1943 w Auschwitz) – polski lekkoatleta, olimpijczyk, 10-krotny mistrz Polski w biegach długodystansowych, stolarz i warszawski tramwajarz. Zawodnik Sokoła Poznań oraz dwóch warszawskich klubów sportowych Legii i Syreny Warszawa. W czasie II wojny światowej w okresie niemieckiej okupacji Polski działacz niepodległościowy, aresztowany przez Gestapo i więziony na Pawiaku, zastrzelony w niemieckim obozie koncentracyjnym KL Auschwitz.

## Rodzina

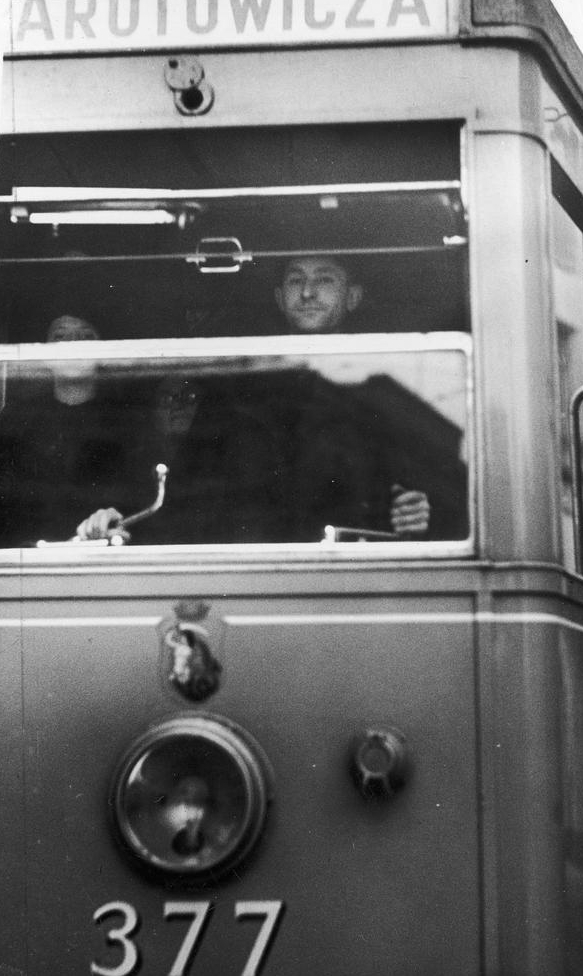
Biegacz pracował jako motorniczy w Warszawie. Tu kieruje tramwajem 377 na plac Narutowicza, 1937

Urodził się w małej wsi Pęckowo koło Wielenia, w ówczesnej Prowincji Poznańskiej leżącej w zaborze pruskim. Jako najmłodszy z czworga rodzeństwa był synem Pawła, miejscowego stolarza oraz Józefy z Kowalów. Jego rodzina była biedna, a warunki materialne pogorszyły się dodatkowo po śmierci ojca w 1917 roku. Od najmłodszych lat Józef musiał ciężko pracować fizycznie, aby móc finansowo pomagać matce w utrzymaniu rodziny. Był żonaty z Ireną z domu Francuzik, z którą miał syna Ryszarda.

## Życiorys
W 1923 roku ukończył 5-klasową szkołę powszechną, po zakończeniu której w 1927 roku zdobył uprawnienia czeladnicze u miejscowego mistrza stolarskiego. W tym samym roku wstąpił do regionalnego gniazda Polskiego Towarzystwa Gimnastycznego „Sokół”, w którym pełnił funkcję sekretarza. Rozpoczął również starty w lokalnych biegach na różnych dystansach. Z powodów materialnych opuścił rodzinne strony i przeniósł się do Bydgoszczy.
W Toruniu odbył służbę wojskową w 8 batalionie saperów, którą ukończył w roku 1932 w stopniu kaprala. Po zakończeniu służby powrócił do rodzinnej wsi, skąd do dorywczej pracy stawiał się wcześnie rano, biegając tam z miejsca zamieszkania 24 kilometry. Drogę do kariery sportowej otworzyły mu organizowane corocznie Biegi Narodowe na Przełaj, które jako kompletnie nieznany wówczas zawodnik wygrał w 1934 roku, pokonując czołówkę polskich biegaczy. Stał się sensacją sportową i już parę miesięcy później powołano go do polskiej kadry w meczu bałtyckim pomiędzy Polską, Łotwą i Estonią, w którym zajął II miejsce w biegu na 10 000 metrów, za Kazimierzem Fiałką.
Od 1935 roku startował jako zawodnik warszawskiej Legii, zdobywając dla tego klubu wiele medali i nagród. Po igrzyskach olimpijskich w Berlinie w 1936 roku występował również w latach 1937–1939 w barwach Syreny Warszawa. Dwukrotnie został wybrany do dziesiątki najlepszych sportowców Polski. W Plebiscycie „PS” 1936 zajął 2. miejsce, a w 1937 był dziewiąty.
W okresie międzywojennym, od 1937 roku pracował w Warszawie jako motorniczy tramwaju. W 1939 roku przygotowywał się do igrzysk olimpijskich roku 1940, ścigając się w krajowych i międzynarodowych zawodach z czołówką europejskich biegaczy oraz ze swoim największym rywalem w Polsce Januszem Kusocińskim. Był wówczas jednym z najbardziej utalentowanych polskich długodystansowców i upatrywano w nim następcę Kusocińskiego. Do wybuchu wojny 10-krotnie reprezentował barwy narodowe w meczach międzypaństwowych.

### II wojna światowa
Jego karierę sportową przerwał wybuch II wojny światowej. Nie został zmobilizowany w czasie kampanii wrześniowej. Po jej zakończeniu zgłosił się do pracy w Warszawie w warsztatach tramwajowych. Ze względu na swoje osiągnięcia sportowe zwrócił uwagę Niemców. Dwukrotnie zaproponowali mu podpisanie niemieckiej listy narodowościowej (tzw. volkslisty), oferując dobrze płatne stanowisko i związane z tym przywileje. Józef Noji dwukrotnie odmówił. Na przełomie lat 1939–1940 włączył się w działalność struktur konspiracyjnych polskiego podziemia niepodległościowego. Został aresztowany przez Gestapo 18 września 1940 i umieszczony w niemieckim więzieniu przy ul. Pawiej.
Po blisko rocznym pobycie na Pawiaku, 23 lipca 1941 roku został wywieziony do niemieckiego obozu koncentracyjnego Auschwitz. W transporcie liczącym 350 innych więźniów znajdowało się również wielu przedstawicieli polskiej inteligencji, jak były wiceminister skarbu Roman Rybarski, rektor Szkoły Głównej Gospodarstwa Wiejskiego – Witold Staniszkis, polityk PPS Adam Kuryłowicz, publicysta Piotr Kownacki.
W obozie Noji otrzymał numer 18 535 i skierowany został do pracy w obozowej stolarni. W lutym 1943 roku za próbę przemycenia grypsu został wtrącony do bunkra w bloku 11 zwanym blokiem śmierci, gdzie napisał ostatni list do żony. Następnego dnia, 15 lutego 1943 roku o godzinie 13.55, został zaprowadzony pod tzw. „ścianę śmierci” i zastrzelony strzałem w tył głowy. Ocalały z Auschwitz więzień nr 21 953 – Leonidas Koreń, który był świadkiem wydarzenia zeznał, że tego dnia do bezbronnych więźniów strzelała trójka SS-manów: SS-Hauptscharführer Gerhard Palitzsch, SS-Unterscharführer Heinrich Schoppe oraz SS-Lagerführer Friedrich Stiwitz.
Józef Noji pośmiertnie został odznaczony przez komendę główną Armii Krajowej dnia 16 czerwca 1944 Krzyżem Walecznych oraz 20 listopada 1944 roku przez Prezydenta RP na uchodźstwie Srebrnym Krzyżem Zasługi z Mieczami.

## Osiągnięcia sportowe

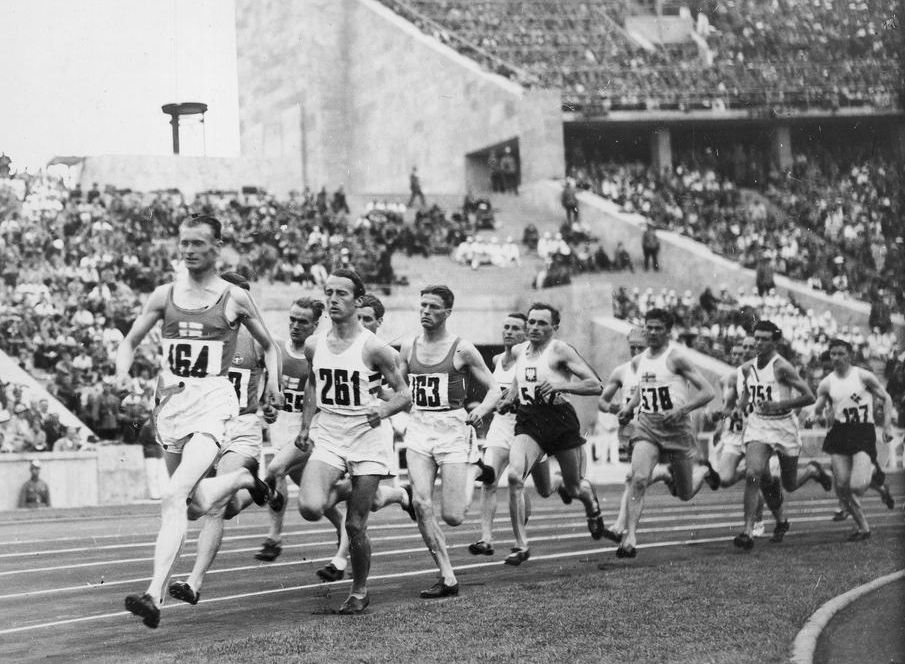
Józef Noji w biegu na 5000 m na igrzyskach olimpijskich w 1936 w Berlinie

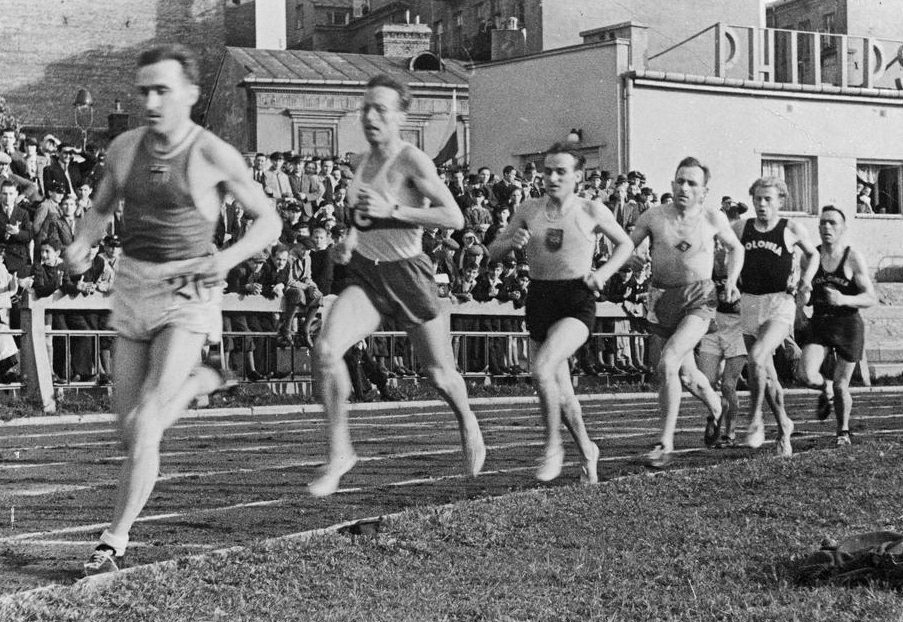
Noji na 4. miejscu na zawodach w 1939 roku w Warszawie wraz z czołówką polskich biegaczy Januszem Kusocińskim, Wacławem Soldanem i Kazimierzem Hermanem

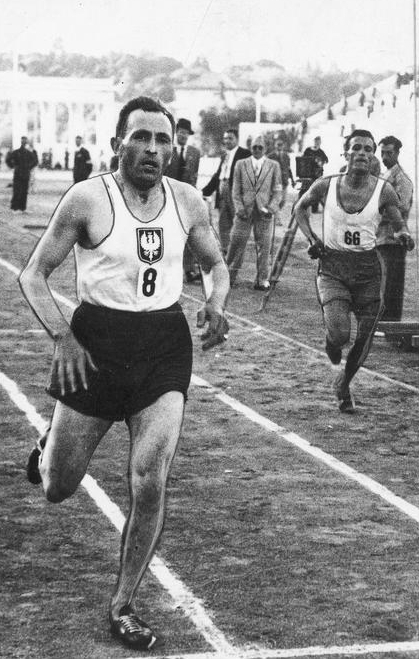
Noji finiszuje na trójmeczu lekkoatletycznym Grecja – Polska – Czechosłowacja w Atenach w 1937

Obok Janusza Kusocińskiego Józef Noji był najbardziej znanym polskim długodystansowcem lat 30. XX w. Brał udział w igrzyskach olimpijskich w 1936 w Berlinie, gdzie zajął 5. miejsce w biegu na 5000 metrów i 14. miejsce w biegu na 10 000 metrów.
W 1936 roku w Warszawie na zawodach lekkoatletycznych, jakie odbyły się 10 i 11 października na stadionie Wojska Polskiego, wygrał bieg na 5000 m z czasem 14:58,0, wyprzedzając fińskiego dwukrotnego złotego mistrza olimpijskiego w biegach długodystansowych Volmara Iso-Hollo, który osiągnął czas 15:00,2.
Startował także w mistrzostwach Europy w 1938 w Paryżu, gdzie był piąty w biegu na 5000 metrów.
Dziesięciokrotnie zdobywał tytuły mistrza Polski:
- bieg na 5000 m: 1935, 1936, 1937, 1938 i 1939
- bieg na 10 000 m: 1936
- bieg przełajowy: 1936, 1937, 1938 i 1939

Był też wicemistrzem Polski na 10 000 m w 1934 i brązowym medalistą w biegu na 1500 metrów w 1939.
Zdobył tytuł międzynarodowego mistrza Anglii na 6 mil w 1936. Był rekordzistą Polski na 5000 metrów (14:33,4 s. – 7 sierpnia 1936 w Berlinie) i w sztafecie 4 × 1500 metrów (16:02,6 s. – 28 czerwca 1939 w Warszawie).
Rekordy życiowe Nojiego:
| Konkurencja           | Data i miejsce                | Wynik   |
| --------------------- | ----------------------------- | ------- |
| bieg na 800 metrów    | 13 czerwca 1936, Warszawa     | 2:01,5  |
| bieg na 1000 metrów   | 1 września 1935, Warszawa     | 2:35,0  |
| bieg na 1500 metrów   | 9 sierpnia 1938, Oslo         | 3:55,6  |
| bieg na 2000 metrów   | 13 sierpnia 1937, Warszawa    | 5:38,2  |
| bieg na 3000 metrów   | 2 października 1937, Warszawa | 8:34,4  |
| bieg na 5000 metrów   | 7 sierpnia 1936, Berlin       | 14:33,4 |
| bieg na 10 000 metrów | 10 sierpnia 1938, Królewiec   | 31:17,4 |

## Upamiętnienie
Józef Noji upamiętniony został:

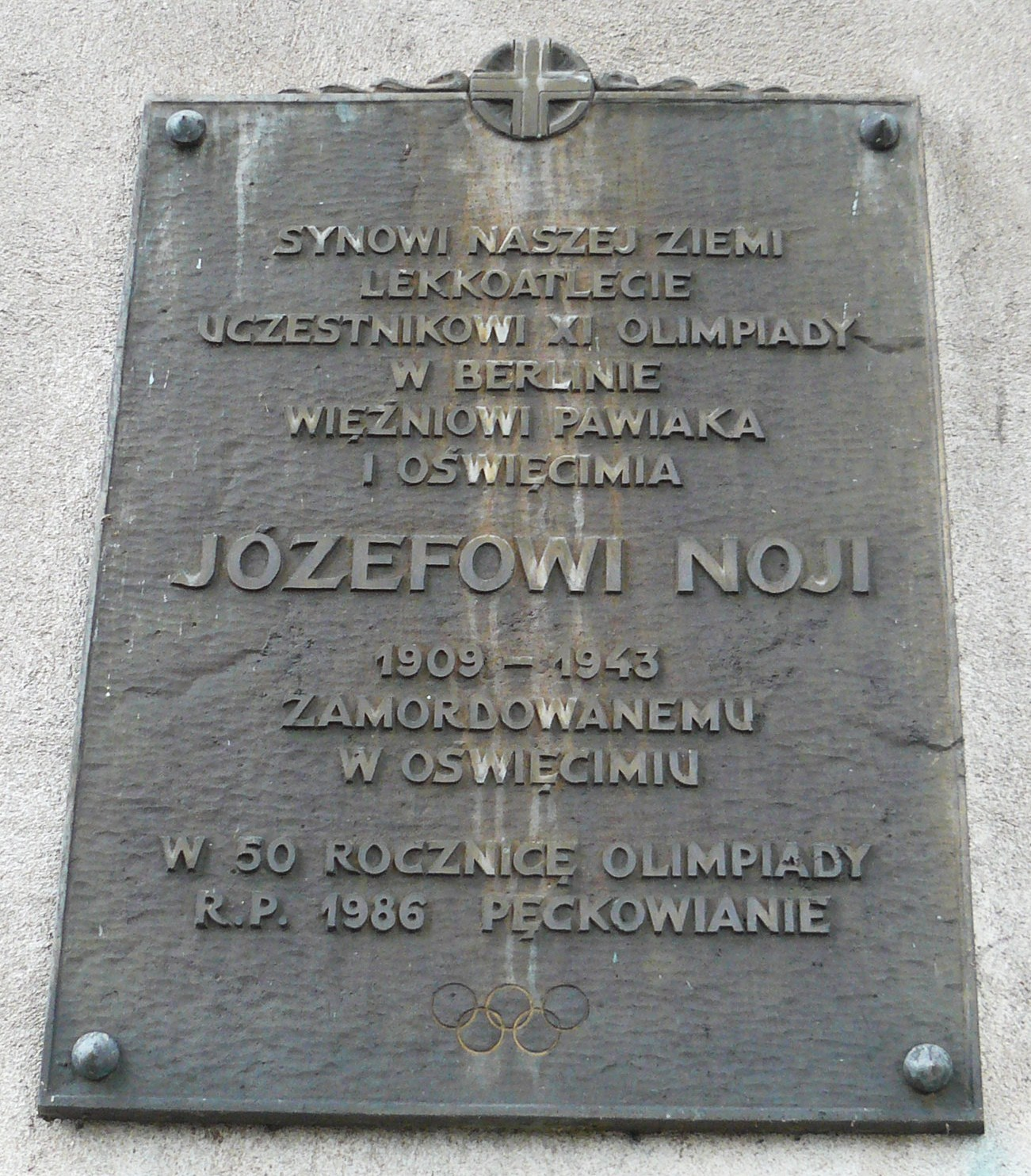
Tablica Józefa Nojiego w Pęckowie

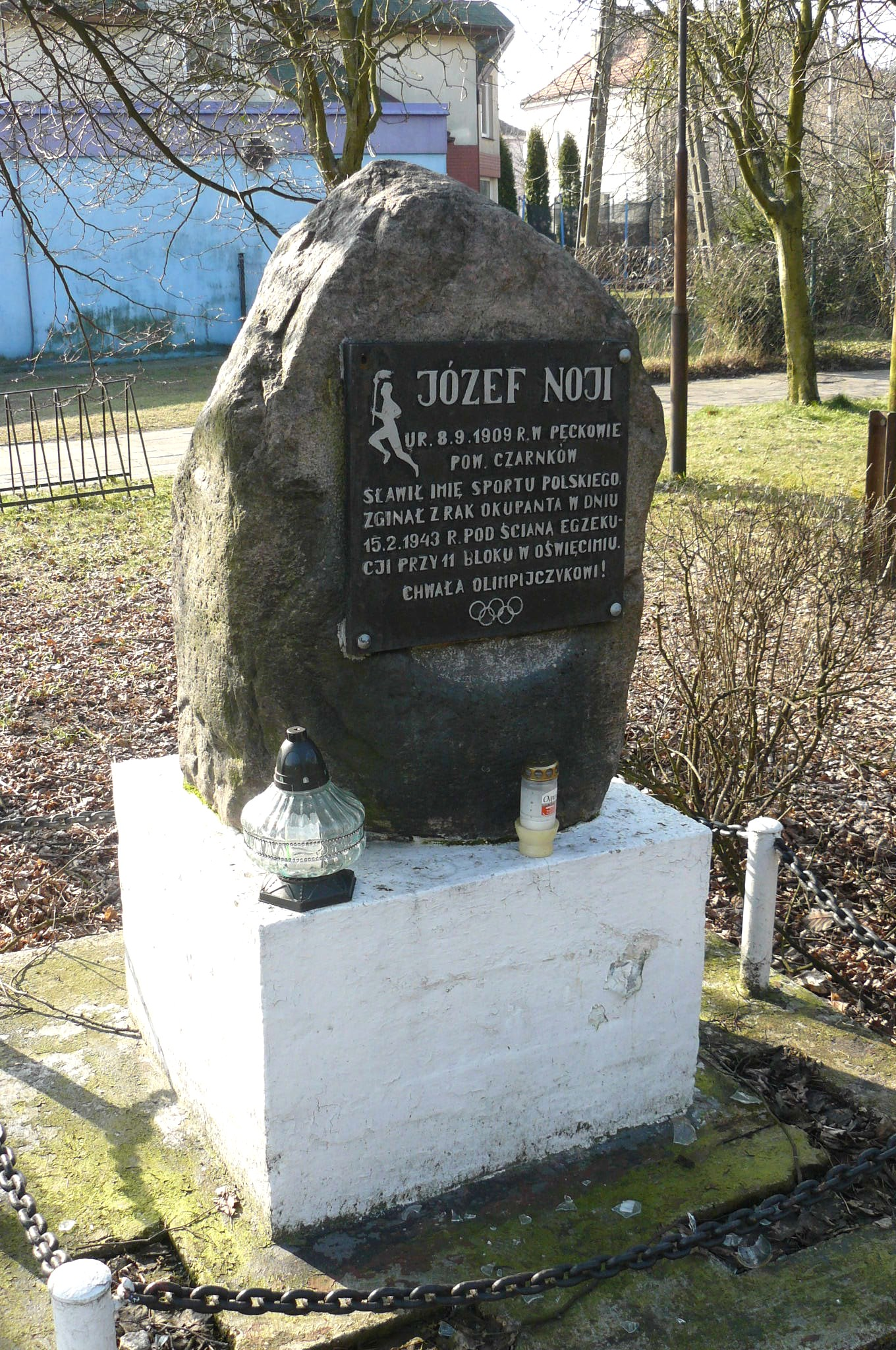
Pomnik Józefa Nojiego w Drawskim Młynie

- Aleja Józefa Nojiego w Warszawie znajdującą się na południowym brzegu Kanału Piaseczyńskiego, niedaleko Stadionu Legii,
- ulicą im. Józefa Nojiego w Oświęcimiu, znajdującą się na terenie Osiedla Chemików,
- pamiątkową tablicą umieszczoną w 1986 roku na kościele w Pęckowie,
- obeliskiem w Drawskim Młynie,
- biegiem organizowanym od ponad trzydziestu lat pod nazwą Masowy Bieg imienia Józefa Nojiego odbywającym się na trasie z Drawskiego Młyna do Wielenia (przez Pęckowo, Drawsko, Krzyż Wielkopolski, Hutę Szklaną),
- dwoma stadionami, Stadionem Miejskim w Drezdenku oraz stadionem miejskim w Wieleniu mogącym pomieścić 2500 widzów.
- biografia Nojiego opisana w książce Franciszka Grasia J.Noji sportowiec-patriota.

### Szkoły noszące imię Józefa Nojiego
- Zespół Szkół Ponadgimnazjalnych w Czarnkowie
- Szkoła Podstawowa w Pęckowie
- Szkoła Podstawowa nr 2 w Drezdenku